# Searching
Searching – amerykański thriller z 2018 roku w reżyserii Aneesha Chaganty’ego, wyprodukowany przez wytwórnię Sony Pictures Releasing. Główne role w filmie zagrali John Cho i Debra Messing.
Premiera filmu odbyła się 21 stycznia 2018 podczas Sundance Film Festival. 24 sierpnia obraz trafił do kin na terenie Stanów Zjednoczonych. W Polsce premiera filmu odbyła się 28 września 2018.

## Fabuła
Pewnego ranka David Kim (John Cho) budzi się i stwierdza, że jego córka nie wróciła od koleżanki, u której nocowała i nie ma z nią żadnego kontaktu. Mężczyzna za pomocą mediów społecznościowych próbuje ustalić, co się z nią dzieje. Kiedy poszukiwania nie przynoszą rezultatów, David zgłasza sprawę na policję. Dochodzenie rozpoczyna detektyw Rosemary Vick (Debra Messing).

## Obsada
- John Cho jako David Kim
- Michelle La jako Margot Kim
- Debra Messing jako detektyw Rosemary Vick
- Sara Sohn jako Pamela Nam Kim
- Joseph Lee jako Peter Kim
- Steven Michael Eich jako Robert Vick
- Ric Sarabia jako Randy Cartoff
- Sean O’Bryan jako Radio Jockey

## Odbiór

### Zysk
Z dniem 23 września 2018 film Searching zarobił 23,1 miliona dolarów w Stanach Zjednoczonych i Kanadzie oraz 31,1 miliona dolarów w pozostałych państwach; łącznie 54,2 miliony dolarów.

### Krytyka
Film Searching spotkał się z pozytywną reakcją krytyków. W serwisie Rotten Tomatoes 93% ze stu siedemdziesięciu sześciu recenzji filmu jest pozytywna (średnia ocen wyniosła 7,4 na 10). Na portalu Metacritic średnia ocen z 34 recenzji wyniosła 71 punktów na 100.